# Casa Alianza
Casa Alianza is een niet-gouvernementele organisatie voor hulp aan kinderen, die zich sinds 1982 in Mexico en Guatemala en sinds de jaren negentig ook in Honduras en Nicaragua bezighoudt met de bescherming van straatkinderen en met hun wederopname in de maatschappij. Casa Alianza is de Midden-Amerikaanse dochterorganisatie van de Amerikaanse hulporganisatie voor straatkinderen Convenant House. Het hoofdkantoor van Casa Alianza staat in San José, in Costa Rica.
Casa Alianza werd met verschillende internationale onderscheidingen geëerd, waaronder de Olof Palme-prijs en de Duitse Bundesverdienstorden. De organisatie is de belangrijkste lokale gesprekspartner voor internationale organisaties die zich bezighouden met bestrijding van armoede en criminaliteit.

## Werkzaamheden
Casa Alianza zet zich in voor de rechten van het kind. Ze heeft de organisatie bereikt dat minderjarige gevangenen niet meer samen met volwassenen in een cel worden opgesloten. Ook heeft Casa Alianza met succes aandacht gevraagd voor illegale adoptie van kinderen, en voor gevallen van gedwongen arbeid door kinderen.
Het straatwerk is een belangrijke tak van Casa Alianza. Sociaal werkers (altijd een koppel gevormd door een man en een vrouw) zoeken de straatkinderen op, op de plekken waar zij zich meestal ophouden. Ze verzorgen daar kleine verwondingen, spelen met de kinderen en bieden een luisterend oor voor hun problemen. Van elk kind wordt bijgehouden wanneer het voor het eerst op straat werd aangetroffen, hoe de gezondheid van het kind is en welke gegevens bekend zijn van de ouders en familieleden. Zo heeft Casa Alianza contact met duizenden kinderen die alleen op straat leven. Voor deze kinderen is een crisiscentrum dag en nacht geopend, waar zij een maaltijd kunnen krijgen en voor korte tijd "van de straat" kunnen zijn.
De steden beschikken ook over wooncentra waar kinderen gedurende langere tijd kunnen worden voorbereid op een regulier leven in de maatschappij. Sommige kinderen moeten daarvoor veel dingen leren (zoals hygiëne en dagelijkse lichaamsverzorging) anderen hebben genoeg aan formele educatie of beroepsonderwijs. De groepen in deze centra zijn ingedeeld naar de hoeveelheid voorbereiding die de kinderen nodig hebben. Deelname gebeurt op vrijwillige basis, waarbij wel een grens wordt gesteld aan het aantal keren dat een kind opnieuw kan terugkomen na te zijn weggelopen uit een wooncentrum.
Casa Alianza beschikt ook over centra waar kinderen kunnen afkicken van een verslaving aan drugs. Deze centra zijn meestal een klein eind buiten de grote steden gelegen. Veel straatkinderen zijn al op jonge leeftijd verslaafd aan lijm, sommigen ook aan alcohol of marihuana. In de afkickcentra houden de kinderen zich intensief bezig met sport en werk, en hebben ze contacten met artsen en psychologen. Ongeveer 30% van de kinderen die in deze centra afkicken blijven ook op langere termijn vrij van drugs.